# Aptenodytes ridgeni
Aptenodytes ridgeni är en utdöd fågel i familjen pingviner inom ordningen pingvinfåglar. Den beskrevs 1972 utifrån fossila lämningar från tidig pleistocen funna i Nya Zeeland.